# Sandy Hook (Connecticut)

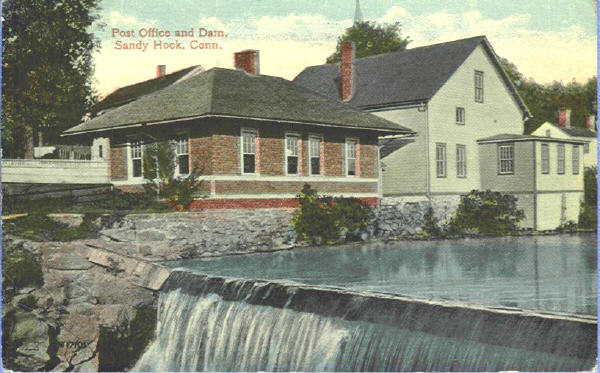
Cartão postal histórico de Sandy Hook, Connecticut, mostrando o correio e a represa em 1914.

Sandy Hook é uma aldeia da cidade de Newtown, Connecticut. Sandy Hook limita-se com o bairro de Botsford em Newtown e com as cidades de Southbury e Oxford às margens do rio Housatonic. Sandy Hook foi fundada em 1711.
É conhecida pelo Massacre da Escola Primária de Sandy Hook, em 2012, onde um homem entrou e matou 28 pessoas (incluindo a se próprio).